# سیارک ۳۹۸۴۹
سیارک ۳۹۸۴۹ (به انگلیسی: 39849 Giampieri، نامگذاری:1998CF2) سی و نه هزار و هشتصد و چهل و نهمین سیارک کشف شده‌است که در ۱۳ فوریه ۱۹۹۸ کشف شد.